# Surrealismo belga
Il surrealismo belga è un "movimento autonomo, specifico, avente differenze essenziali rispetto al surrealismo propriamente detto". La definizione riguarda la "forte tradizione surrealista" costituitasi in Belgio attraverso l'attività a Bruxelles del gruppo delle riviste Œsophage (Esofago) e Marie di E.L.T. Mesens e di René Magritte, e del gruppo di scrittori di Correspondance, che si fusero verso la metà degli anni venti. In quel periodo vi fu infatti una rapida diffusione delle ricerche surrealiste al di fuori dell'ambito parigino, attraverso la formazione di gruppi a volte autonomi, a volte direttamente collegati a Breton. Inizialmente indipendenti, nati da un "ceppo di tradizione dadaista", i surrealisti belgi entrarono "presto in rapporto con il gruppo bretoniano".

## Caratteristiche
Fra il 1920 ed il 1935 i "pittori espressionisti belgi che avevano tratto ispirazione da Ensor si trovarono di fronte a due sole strade: gli ottimisti contrapponevano al disordine le sane verità, un deciso stile cubista; i pessimisti cedevano all'angoscia o all'umorismo secondo la fantasia, i deliri, i simboli del surrealismo". In tale contesto Frits van den Berghe,

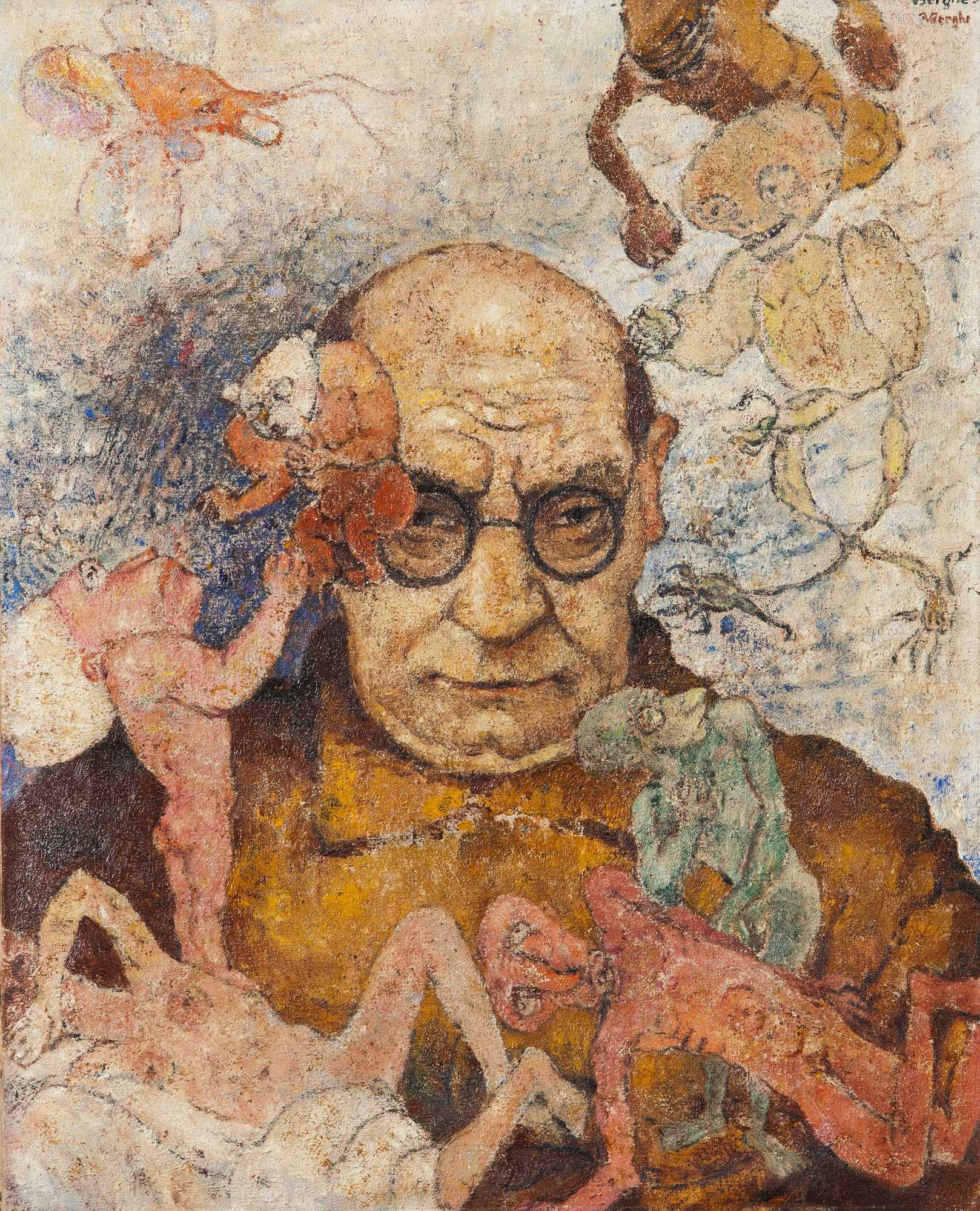
Frits van den Berghe, Autoritratto, circa 1933

 dopo essere stato impressionista e cubista, dal 1926 iniziò a muoversi "in un universo fantastico" e ad utilizzare "un cromatismo aggressivo d'effetto sempre sconvolgente". Disegnatore satirico di un giornale socialista dal 1929 al 1939, van den Berghe utilizzò "mostri sempre più terrificanti" che costituivano la "trasposizione pittorica dell'ascesa del fascismo, preludio alla guerra. La denuncia coraggiosa di questi pericoli" si espresse attraverso lo "stile di impronta europea, attingendo l'essenzialità del suo accento alle caratteristiche fiamminghe".
Il surrealismo belga era una forma di espressionismo che lasciava spazio ad influenze surrealiste. "Attraverso i quadri, oltre i segreti dell'essere ed i misteri del mondo, i pittori valloni rievocavano gli errori del proprio tempo, di cui risentivano amaramente, pur mascherando di amore e di erotismo il proprio disincanto".
"Il surrealismo vallone si tenne sempre un poco discosto dalla parola d'ordine di Breton. Le prime tele surrealiste di Magritte furono del 1926 e l'artista fu uno degli illustratori del Minotaure nel 1933. Ma vivendo in Belgio si legò maggiormente ai compatrioti: Scutenaire, Colinet, Ubac e Lecomte".
Paul Delvaux, al seguito di Magritte, prese distanze ancora maggiori dal movimento parigino, dimostrandosi più sensibile alle tradizioni belghe ed "alle forme più ardite del romanticismo belga" che ai valori internazionali. Insieme a Magritte fu amico degli artisti francesi, ma con uno stile pervaso di sensibilità nordica che proveniva dalla pittura metafisica e dal realismo magico elaborato a Ferrara nel 1915 da De Chirico, Carrà, Morandi e Savinio.
Poiché l'intento di De Chirico era quello di "presentare in maniera insolita qualcosa di noto", che in tal modo risultava ancora sconosciuto, l'artista inventò "uno stile oggettivo" nel quale limitava "le forme all'essenziale, inondando i piani di luce". Per Magritte e Delvaux, più liberi dal cubismo rispetto a De Chirico, ciò si tradusse in un "surrealismo fotografico" e nell'impiego di una tecnica che utilizzava abilmente il trompe-l'œil.
Dipingendo le apparenze sensibili in modo talmente esatto da farle sembrare reali, malgrado fossero illusorie e deviate dal loro vero significato, i surrealisti belgi "spalancavano il mondo delle immagini" e facevano riferimento alle invenzioni di Bosch. Per lo stile, invece, per "il tocco impercettibile, la finezza delle velature, la perfezione del dettaglio" gli artisti si ricollegavano a Rogier de la Pasture ed a Van Eyck.

## Storia
Subito radicatosi nel Paese, il surrealismo si manifestò in Belgio grazie ad una profusione di riviste e di gruppi che non diedero luogo ad un'avventura collettiva, a differenza di quanto accadde a Parigi od a Praga. Vi furono pittori e pittrici quali Rachel Baes, Marc Eemans, Jane Graverol, ma nel Belgio francofono il frazionamento delle aggregazioni provocò una grande variabilità di espressione, dopo l'iniziale formazione di due gruppi effimeri nel periodo successivo alla prima guerra mondiale: il surrealismo rivoluzionario, fondato dal belga Christian Dotremont e dal francese Noël Arnaud, e il gruppo Haute Nuit, che tentò di riproporre l'esperienza surrealista nella Provincia dell'Hainaut. In seguito i componenti di questi due primi gruppi si dispersero producendo diversi raggruppamenti o pubblicazioni collettive, più o meno prossime allo spirito surrealista, fra cui Cobra, La carte d'après nature (La carta secondo natura), Les lèvres nues (Le labbra nude), Phantomas, Temps mêlés (Tempi mescolati), Daily-Bul, Edda, Le Vocatif (Il Vocativo). Quest'ultima collana venne inaugurata nel 1972. Dal 1924 al 1940, in particolare, si formarono il gruppo di Bruxelles con Paul Nougé e René Magritte, ed il gruppo di Hainaut, costituitosi attorno ad Achille Chavée e Fernand Dumont.

### Relazione con il gruppo di Parigi
Il surrealismo belga si distinse da quello di altri Paesi in cui si formarono gruppi surrealisti (Cecoslovacchia, Romania, Inghilterra, Stati Uniti) a causa dei rapporti spesso conflittuali che si stabilirono con il gruppo di André Breton. Mentre altrove ogni controversia con il teorico del gruppo parigino causava l'abbandono di ogni riferimento diretto al surrealismo, come nel caso di Paalen, in Belgio le critiche si fecero spesso in nome del surrealismo stesso, a seconda di come gli uni e gli altri lo concepivano.
Magritte, ad esempio, "a differenza dei surrealisti parigini non si ispirava alle immagini oniriche e non credeva alla sostanziale potenza rivelatrice dei sogni".
I contenuti di questi disaccordi variarono nel tempo, ma alcuni di essi rimasero costanti malgrado l'avvicendarsi dei diversi gruppi: ad esempio la diffidenza nei confronti dell'appartenenza del surrealismo alla storia delle letteratura, il dubbio per l'automatismo (Nougé) o, al contrario, il ritorno ad un automatismo puro (Cobra).
A tutto ciò si aggiungeva spesso l'aspetto politico, in particolare l'impegno di numerosi surrealisti belgi nel Partito comunista, che fu all'origine di attriti e di rotture.
Malgrado le divergenze, vi furono "periodi di intesa e di collaborazione stretta fra i due movimenti" e quasi mai furono messe in discussione "le questioni dottrinali". Un "autentico spirito sovversivo guidava entrambi i gruppi", malgrado gli artisti di Bruxelles tendessero a seguire la razionalità a differenza dei parigini.

### Il gruppo di Bruxelles
La prima manifestazione di surrealismo in Belgio fu la pubblicazione, a partire dal mese di novembre 1924, della serie di volantini intitolata Correspondance ad opera degli scrittori Paul Nougé, Marcel Lecomte e Camille Goemans, cui presto si aggiunsero i musicisti Paul Hooreman e André Souris. La rivista polemizzava con gli autori contemporanei, fra cui anche i surrealisti parigini ed in particolare Breton. Quest'ultimo, insieme ad Éluard, nel 1925 propose un incontro dettato sia dalla curiosità, sia dalla ricerca di sostenitori per il manifesto La Révolution d'abord et toujours. Alla fine del 1926, dopo la defezione di Hooreman e Lecomte, il gruppo di Correspondance si accordò con gli animatori di Marie per costituire quello che in una recensione del 1922 venne definito "gruppo surrealista in Belgio", cui in seguito aderirono anche Louis Scutenaire e Irène Hamoir.

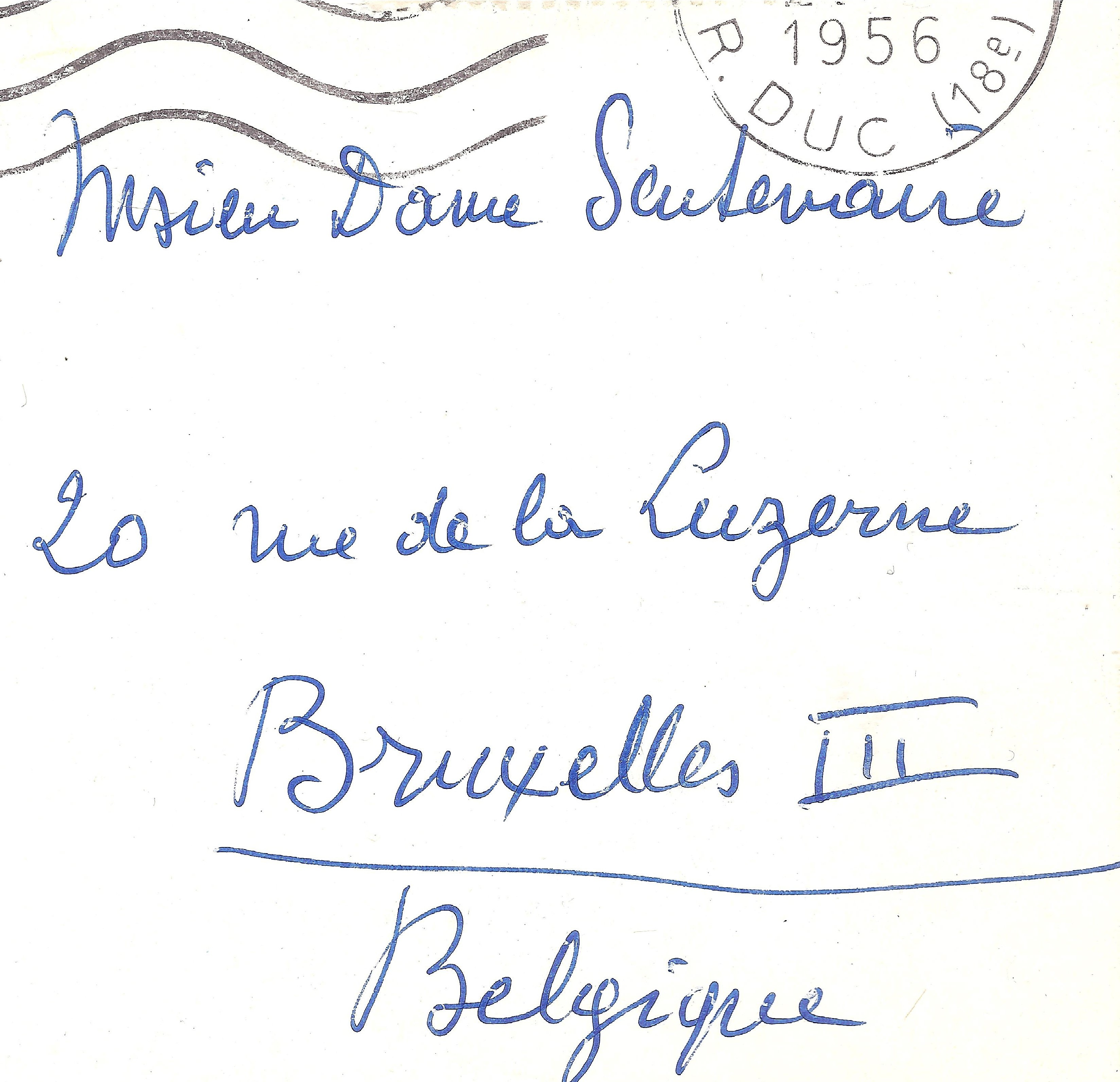
Indirizzo di una cartolina inviata da René Magritte a Louis Scutenaire e signora nel 1956

 Nel volantino di Correspondance dedicato a Breton, Nougé confutò la teoria dell'automatismo, in quanto non intendeva rinunciare "ad un certo potere di azione deliberata". Del resto Magritte stesso sfuggiva "più di chiunque altro alle teorie dell'automatismo". Prima di unirsi a Nougé e Goemans, Magritte e Mesens avevano pubblicato una rivista, Œsophage, di impostazione dadaista e quindi provocatoria nei confronti dei surrealisti parigini.. Magritte inoltre, sostenuto fra gli altri da Nougé, Joë Bousquet e Marcel Mariën, che si era inserito nel gruppo nel 1937, tratteggiò molto chiaramente in un volantino la propria personale teoria del surrealismo, accentuando in tal modo il distacco dai surrealisti parigini.
Analogo dissenso venne manifestato da Nougé e dal gruppo belga nel volantino dedicato a L'affaire Aragon, scritto in occasione della pubblicazione da parte di Louis Aragon di una poesia particolarmente minacciosa nei confronti di alcuni politici francesi, difesa da Breton con la rivendicazione dell'impossibilità di interpretare un testo poetico. Nougé si schierò al contrario per l'utilizzo consapevole della parola, sottolineando come il surrealismo si differenziasse "da tutte le attività culturali anteriori o parallele" proprio in virtù dei criteri morali in esso contenuti. Secondo Nougé, infatti, la poesia di Aragon prendeva corpo nella vita sociale. Inoltre Nougé e Goemans contestarono l'utilizzo sul piano politico della poesia, già di per sé rivoluzionaria.
Fu soprattutto Nougé, divenuto progressivamente il teorico del gruppo, ad esprimersi inizialmente con dure critiche nei confronti della scrittura automatica che Breton aveva posto al centro del surrealismo, ed a preoccuparsi della crescente istituzionalizzazione del surrealismo stesso.
I surrealisti di Bruxelles si distinsero anche per l'interesse verso la musica, arte disdegnata dal gruppo parigino; tale interesse venne alimentato soprattutto dalla presenza del compositore André Souris, che tuttavia nel 1936 venne escluso dal gruppo per aver diretto una messa degli artisti. Nel dopoguerra Souris contribuì però alla rivista Les lèvres nues.
Malgrado tali dissensi, "l'esaltazione e la pratica della poesia intesa come attività fondamentale della vita umana" costituivano un solido credo comune ad entrambi i gruppi. Camille Goemans trasferì a Parigi nel 1925, raggiunto da Magritte che rimase nella capitale francese dal 1927 al 1930.
Nel 1927 grazie ad una mostra presso la galleria Il Centauro, "Magritte apparve di colpo come l'inventore di una pittura assolutamente originale", del tutto in linea con lo spirito surrealista. Nel 1928 tutti si ritrovarono nella rivista Distances, di cui uscirono soltanto tre fascicoli, ed in seguito, insieme agli artisti francesi, nei numeri speciali delle riviste Variétés (1929) e Documents (1934). Nel 1933 venne pubblicata un'opera collettiva quale omaggio poetico alla parricida Violette Nozières, cui parteciparono fra gli altri Breton, Char, Éluard, Mesens, Dalí, Ernst, Magritte, Arp.
Il gruppo partecipò alla prima esposizione surrealista belga di portata internazionale: la mostra Minotaure tenutasi al Palais des Beaux-Arts di Bruxelles nei mesi di maggio e giugno 1934, organizzata da E.L.T. Mesens con la collaborazione di Breton e di Éluard, e con il patrocinio delle edizioni Skira.
Nel 1940 l'invasione tedesca del Belgio pose prematuramente fine alla rivista Invention collective fondata da Magritte con la collaborazione di Breton. Nel 1950 vi fu una scissione, cui seguirono varie pubblicazioni parallele. Dopo la guerra Nougé e Magritte si rifiutarono di partecipare al tentativo di formare il gruppo promosso da Achille Chavée per la presenza di Christian Dotremont, al quale rimproveravano di aver scritto un articolo elogiativo in favore di Jean Cocteau. Il gruppo di Bruxelles si riunì, quasi al completo, nella rivista La carte d'après nature diretta da Magritte. Tuttavia il progressivo allontanamento di Magritte da Nougé e da Mariën mise fine all'esistenza del gruppo propriamente detto, malgrado la partecipazione di ciascuno di essi a diverse pubblicazioni.
Dal 1960 alcuni artisti, riuniti intorno a Tom Gutt, si fecero portavoce del surrealismo poetico a Bruxelles, ma nel 1967 la morte sia di Magritte che di Nougé privò il gruppo di due dei suoi principali esponenti.

#### Principali esponenti
- Pol Bury (1922-2005) pittore e scultore
- Paul Colinet (1898-1957), scrittore
- Camille Goemans (1900-1960), scrittore
- Jane Graverol (1905-1984)  pittrice e creatrice di collages
- Irène Hamoir (1906-1994), scrittrice
- Marcel Lecomte (1900-1966), scrittore
- René Magritte (1898-1967), pittore
- Marcel Marien (1920-1993) scrittore, poeta, saggista, editore, fotografo, cineasta, autore di collages e oggetti insoliti.
- E. L. T. Mesens (1903-1971), scrittore e creatore di collages
- Paul Nougé (1895-1967), scrittore
- Louis Scutenaire (1905-1987), scrittore
- Max Servais (1904-1990)
- André Souris (1899-1970), musicista
- Raoul Ubac (1910-1985), pittore, incisore e scultore
- Suzanne Van Damme (1901-1986), pittrice

### Il gruppo dell'Hainaut
Nel 1934 si costituì un gruppo indipendente nell'Hainaut, legato agli avvenimenti precedenti di Bruxelles e fondato da Achille Chavée, Albert Ludé, André Lorent e Marcel Parfondry, cui in seguito si aggiunsero Fernand Dumont, Marcel Havrenne, Jean Dieu, André Bovy, Marcel Lefrancq, Bob Deplus, Max Michotte, Constant Malva (Alphonse Bourlard), René Lefebvre, Max Servais, Armand Simon e Pol Bury. La prima manifestazione pubblica fu una mostra internazionale del surrealismo a La Louvière nell'ottobre del 1935; in seguito il gruppo pubblicò il numero unico della rivista Mauvais temps.

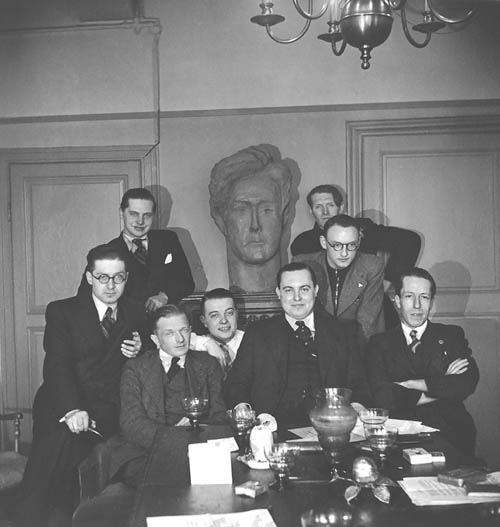
Membri di Rupture, 8 maggio 1938. Da sinistra a destra, dalla prima all'ultima fila: Havrenne, Lorent, Bovy, Chavée, Deplus, Lefrancq, Michotte, Malva. Contro la parete la Testa di Rimbaud di Van de Spiegele

Il gruppo Rupture (Rottura) di Hainaut non volle inizialmente occuparsi di arti e di letteratura. Fu grazie all'iniziativa del poeta di Mons Fernand Dumont che esso si orientò più decisamente verso il surrealismo. Dumont, ex condiscepolo di Chavée, scoprì nel 1931 gli scritti surrealisti, conobbe a Parigi nel 1933 Paul Éluard e André Breton e rimase in contatto con il gruppo di Bruxelles, grazie alla collaborazione del suo amico Max Servais. Dumont fu il surrealista belga più vicino a Breton, al punto di essere il solo, essendosi confusi tutti i gruppi, a lanciarsi nell'esplorazione del "caso oggettivo" caro a Breton, nell'opera La dialectique du Hasard au service du désir (La dialettica del caso al servizio del desiderio, scritto fra il 1938 e il 1942 ma pubblicato soltanto nel 1979.

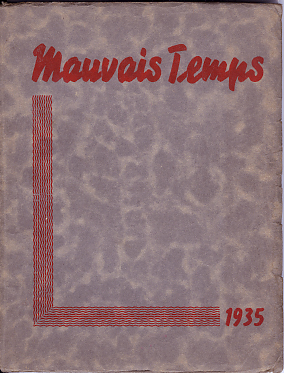
Copertina della rivista Mauvais temps 1935

Il fine dichiarato dal gruppo era «forgiare coscienze rivoluzionarie, partecipare all'elaborazione di una morale proletaria e collaborare intensamente all'evoluzione del movimento surrealista». L'orientamento politico del gruppo prevaleva sulle preoccupazioni estetiche, come dichiarato nel manifesto pubblicato su Mauvais temps nel 1935, anno nel quale il gruppo aderì ufficialmente al surrealismo, collaborando con il gruppo di Bruxelles.
Il Quaderno Mauvais temps 1935 era destinato nelle intenzioni a diventare annuale, e fu accolto molto favorevolmente da André Breton. Oltre al manifesto del gruppo quale Introduzione, la rivista conteneva articoli su questioni letterarie e politiche, poesie, prose, considerazioni sul surrealismo e varie illustrazioni, fra cui la riproduzione del quadro di Magritte Le Viol. Tuttavia l'anno seguente la partenza per la Spagna di Achille Chavée, arruolatosi nelle brigate internazionali, lasciò il gruppo in balia delle diatribe fra "politici" e "poeti", che inibirono la pubblicazione di Mauvais temps 1936.
Al ritorno Chavée fu a propria volta causa di ulteriori dissensi, più nettamente politici, che minarono il gruppo: per la partecipazione ai tribunali rivoluzionari in Spagna, a fianco dei comunisti venne quindi accusato di concorso nell'esecuzione di militanti non staliniani, anarchici e in particolare trotskisti. Le tensioni fra trotskisti (Ludé, Lorent, Havrenne) e staliniani (Chavée, Dumont, Armand Simon), provocarono la disgregazione del gruppo, cui André Breton aveva proposto di aderire alla F.I.A.R.I. (Federazione Internazionale dell'Arte Rivoluzionaria Indipendente) che egli aveva appena fondato assieme a Léon Trotsky. E. L. T. Mesens, aderente dal 1938 à la F.I.A.R.I., giudicò la qualifica di "surrealista" incompatibile con l'adesione di Chavée alla corrente staliniana. Il gruppo, dispersosi alla fine del 1938, nel mese di luglio dell'anno successivo venne sostituito dal Groupe surréaliste en Hainaut (Gruppo surrealista in Hainaut) di cui facevano parte Lucien André, Achille Chavée, Fernand Dumont, Marcel Lefrancq, Armand Simon e Louis Van de Spiegele. Lo scoppio della guerra nel 1939 mise fine ad ogni contrapposizione e ad ogni dissenso, ma anche a tutte le attività nell'Hainaut.

#### Principali esponenti
- Pol Bury (1922-2005), pittore e scultore
- Achille Chavée (1906-1969), scrittore
- Fernand Dumont , (1906-1945), scrittore
- Marcel Havrenne (1912-1957), scrittore
- Marcel Lefrancq (1916-1974), fotografo
- André Lorent (1901-1981)
- Constant Malva (1903-1969)
- Armand Simon (1906-1981), disegnatore
- Louis Van de Spiegele (1912-1971)

### Attività durante la seconda guerra mondiale
Durante la guerra l'attività dei surrealisti belgi si divise fra Parigi e Bruxelles: a Parigi molti di essi collaborarono col gruppo La main à plume; a Bruxelles René Magritte e Raoul Ubac pubblicarono gli unici due numeri della rivista L’invention collective, febbraio ed aprile 1940, cui collaborarono principalmente E. L. T. Mesens, Marcel Mariën ed i membri del gruppo dell'Hainaut.
Nel periodo dell'occupazione nazista furono allestite due esposizioni, una di Raoul Ubac nel maggio del 1941, l'altra di René Magritte nel 1944, ambedue presentate da Paul Nougé, che utilizzò lo pseudonimo di Paul Lecharentais per la seconda. Le mostre vennero denunciate dalla stampa collaborazionista, con la firma, fra le altre, di Marc Eemans, che era stato per breve tempo membro del gruppo di Bruxelles dal 1927 al 1929.
Nell'Hainaut, dopo la partecipazione a L'invention collective, ogni attività fu sospesa: Achille Chavée, ricercato per le sue attività politiche, dovette nascondersi, mentre Fernand Dumont, deportato nel 1942, morì durante la prigionia nel 1945.

### Ilsurrealismo rivoluzionario
Dopo la liberazione del Belgio, il poeta e pittore Christian Dotremont, che aveva scoperto il surrealismo durante la guerra e collaborato alla rivista francese La Main à plume (Mano alla penna), lanciò un movimento surrealista-rivoluzionario con l'intento di riconciliare surrealismo e marxismo proprio nel momento del trionfo staliniano. In seguito Dotremont avrebbe abbandonato il gruppo per fondare Cobra.
Di ritorno a Bruxelles dopo la guerra, Dotremont fondò la rivista Les deux sœurs (Le due sorelle), aperta ad una vasta partecipazione. Nel terzo numero firmò l'articolo Le surréalisme révolutionnaire (Il surrealismo rivoluzionario). Dopo molte riunioni, alle quali parteciparono numerosi membri dei vecchi gruppi dell'Hainaut e di Bruxelles, la nascita del nuovo movimento fu messa agli atti il 17 marzo del 1947, ed un manifesto, scritto da Dotrement e da Jean Seeger, incorporò le varie osservazioni dei partecipanti.
In giugno il volantino Pas de quartiers dans la révolution! (Niente caserme nella rivoluzione!) accelerò la definitiva rottura con il gruppo di Breton. Noël Arnaud, uno degli animatori di La main à plume, riprese i contatti con Dotremont e riunì diversi artisti, fra cui Yves Battistini e Édouard Jaguer. Malgrado gli artisti, pur avendo letto quanto scritto da Dotremont, evitassero di attaccare Breton, quest'ultimo giudicò che i surrealisti rivoluzionari non condividessero il suo stesso concetto di rivoluzione, di verità, di rettitudine né di onore.
La rottura con Breton si compì con il volantino La cause est entendue (La causa è stabilita), firmato sia dai surrealisti rivoluzionari francesi che da quelli belgi, e fu dovuta principalmente alla diversa importanza data all'impegno politico. Tuttavia la speranza di conciliare surrealismo e partito comunista fu di breve durata. Il PCF, sempre ancorato ai principi dell'arte del realismo socialista intimò ed ottenne da Noël Arnaud e da Edouard Jaguer che venisse posta fine alle attività del gruppo. Il movimento sopravvisse, e pure se ufficialmente venne dichiarato sciolto nel 1950, in realtà si fuse poco a poco con CO.BR.A., fondato da Asger Jorn e Christian Dotremont.

## Il surrealismo belga nel cinema
Alcuni film surrealisti fecero epoca nella storia del cinema belga. Ad esempio, nel 1929, il cineasta Charles Dekeukeleire, ispirato dal poeta Pierre Bourgeois, realizzò Histoire de détective, un montaggio-collage d'ispirazione surrealista la cui storia ingarbugliata venne girata con la camera soggettiva, in cui un apparecchio di ripresa veniva utilizzato come strumento d'investigazione. La camera diventava così il personaggio principale e la sua soggettività il soggetto essenziale.
Nello stesso anno il conte Henri d’Ursel, nato a Bruxelles, girò a Parigi La Perle, tratto da una sceneggiatura del poeta Georges Hugnet, una storia con molti sviluppi dotata di un certo erotismo, alla maniera di Louis Feuillade. Parimenti affascinato dai film a episodi di Feuillade, il poeta Ernst Moerman, amico di Paul Éluard, propose qualche tempo dopo Monsieur Fantômas, una visione onirica e sovversiva dell'eroe di Pierre Souvestre e di Marcel Allain: un mediometraggio muto la cui prima proiezione ebbe luogo al Palazzo delle Belle Arti di Bruxelles il 12 ottobre 1937, insieme al film Un chien andalou.
Nel 1959 Marcel Mariën produsse e realizzò L'Imitation du cinéma, al quale partecipò Tom Gutt. Il film consisteva in una farsa erotico-freudiana contro la Chiesa, che in Belgio provocò uno scandalo mentre in Francia venne proiettata clandestinamente dopo il divieto della censura.
Nel 1996 Jan Bucquoy realizzò il film Camping Cosmos, interpretato fra gli altri da Jacques Calonne, che forniva una visione immaginaria dei belgi in vacanza.

### Filmografia
- 1970: Introduction au Surréalisme en Belgique (Introduzione al surrealismo in Belgio) di Lucien Deroisy e Jean Dypréau (Produzione del Servizio Cinema del Ministero dell’Educazione Nazionale, Bruxelles)

## Riviste ed edizioni
- 1924 - Correspondance (Goemans, Magritte, Nougé, Lecomte), 26 volantini, novembre 1924 - settembre 1925, Bruxelles; collana Fac-simile, editore Didier Devillez, Bruxelles, 1993.
- 1925 - Œsophage, (Magritte, Mesens), un numero, marzo 1925, collana Fac-simile, editore Didier Devillez , Bruxelles, 1993.
- 1926 - Marie (Goemans, Mesens, Nougé), quattro numeri, giugno 1926 - 1927, Bruxelles; collana Fac-simile, editore Didier Devillez , Bruxelles, 1993.
- 1928 - Distances (Goemans, Lecomte, Magritte, Mesens, Nougé), tre numeri, febbraio-aprile 1928, Parigi; collana Fac-simile, editore Didier Devillez, Bruxelles, 1994.
- 1929 - Le Sens propre (Goemans, Magritte), cinque volantini, febbraio- marzo 1929, Parigi; collana Fac-simile, editore Didier Devillez, Bruxelles, 1995.
- 1933 - Éditions Nicolas Flamel (Mesens)
- 1934 - Documents 34 (Mesens), 1934-1935, Bruxelles; collana Fac-simile, editore Didier Devillez, Bruxelles.
- 1935 - Mauvais temps(Chavée), un numero, La Louvière; collana Fac-simile, editore Didier Devillez , Bruxelles, 1993.
- 1940 - L'Invention collective (Magritte, Ubac), due numeri, febbraio-aprile 1940, Bruxelles; collana Fac-simile, editore Didier Devillez , Bruxelles, 1995.
- 1941 - L'Aiguille aimantée (Mariën), Anversa.
- 1945 - Réponse (Goemans), un numero, Bruxelles.
- 1945 - La Terre n'est pas une vallée de larmes (Mariën), un quaderno, Bruxelles; collana Fac-simile, editore Didier Devillez , Bruxelles, 1993.
- 1945 - Le Ciel bleu (Mariën, Colinet, Dotremont), nove numeri, febbraio-aprile 1945, Bruxelles.
- 1945 - Le Salut public (Dotremont e Jean Seeger), Bruxelles.
- 1946 - Le Suractuel (Dotremont), un numero, Bruxelles.
- 1946 - La Grasse matinée (Dotremont e Jean Seeger), un numero, Bruxelles.
- 1946 - Le Miroir infidèle (Mariën, Magritte), 1946 - 1947, Bruxelles.
- 1946 - Les Deux sœurs (Dotremont), tre numeri, 1946-1947, Bruxelles.
- 1946 - Le Suractuel (Dotremont), un numero, Bruxelles.
- 1947 - Le Petit Jésus (Noël Arnaud e Christian Dotremont), undici numeri, 1951 e 1963, Parigi.
- 1948 - Bulletin international du surréalisme révolutionnaire (Dotremont), un numero, gennaio 1948, Bruxelles.
- 1950 - La Feuille chargée (Magritte e Mariën), un numero, marzo 1950, Bruxelles.
- 1952 - La Carte d'après nature (Magritte), dieci numeri e due numeri speciali, 1952-1956, Bruxelles.
- 1953 - Phantomas (Théodore Kœnig, Joseph Noiret e Marcel Havrenne), sessantatré numeri, 1953 - 1980, Bruxelles
- 1954 - Les Lèvres nues (Mariën), dodici numeri, 1954 - 1958 (prima serie); dodici numeri, 1969 - 1975 (seconda serie), Bruxelles.
- 1957 - Daily-Bûl (André Balthazar e Pol Bury), quattordici numeri, 1957-1983, La Louvière.
- 1958 - Edda (Jacques Lacomblez), cinque numeri, 1958 - 1964, Bruxelles.
- 1960 - Après Dieu (Tom Gutt e Jean Wallenborn), 1960 - 1967, due numeri nel 1961 e 1962, Bruxelles.
- 1961 - Rhétorique (Magritte e André Bosmans), 1961 - 1966, tredici numeri, Tilleur-lez-Liège.
- 1963 - Vendonah (Tom Gutt), 1963 - 1964, ventinove numeri, Bruxelles.
- 1963 - Strates (Dotremont), 1963 - 1966, sette numeri, Bruxelles.
- 1968 - Le Fait accompli  (Mariën), 135 numeri, 1968 - 1975, Bruxelles.
- 1968 - Une Passerelle en papier (Tom Gutt), Bruxelles.
- 1972 - Le Vocatif (Tom Gutt), ottobre 1972, 250 numeri nel dicembre 1987, Bruxelles.